# Montana Desperado
Montana Desperado è un film del 1951 diretto da Wallace Fox.
È un western statunitense con Johnny Mack Brown, Myron Healey e Virginia Herrick.

## Produzione
Il film, diretto da Wallace Fox su una sceneggiatura di Daniel B. Ullman, fu prodotto da Vincent M. Fennelly per la Frontier Pictures e girato nell'ottobre 1950. I titoli di lavorazione furono Montana Marshal e Massacre Valley.

## Distribuzione
Il film fu distribuito negli Stati Uniti dal 17 giugno 1951 al cinema dalla Monogram Pictures.

## Promozione
Le tagline sono:
- RANGE FRONTIER ACTION!
- Prairie raiders run for their lives!
- SIX0GUN SHOWDOWN IN BLAZING BUTTE COUNTRY...in those days when a man had to draw fast...ride fast...shoot fast!
- MASKED AMBUSH! TWIN-GUN VENGEANCE...In Montana's Turbulent Tableland!...Johnny roughs up dangerous desperadoes...in one-man roadblock of ruthless land grab!